# Prince Albert (Saskatchewan)
Prince Albert (offiziell: City of Prince Albert) ist nach Saskatoon und Regina die drittgrößte Stadt der Provinz Saskatchewan in Kanada. Die Stadt befindet sich rund 130 Kilometer nordöstlich von Saskatoon, der größten Metropole Saskatchewans. Etwa 80 Kilometer nördlich der Stadtgrenze beginnt der Prince-Albert-Nationalpark. Die Stadt liegt am Rand der als Aspen Parkland bezeichneten kanadischen Ökoregion.

## Geschichte

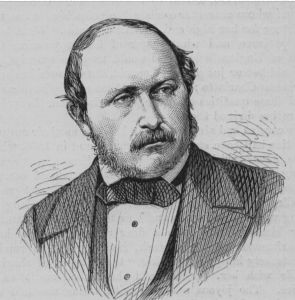
Albert von Sachsen-Coburg und Gotha

Der erste Weiße, der in diese Gegend kam, war Henry Kelsey im Jahr 1692. Die erste Besiedlung sowie die Errichtung einer Handelsstation erfolgte 1776 durch Peter Pond. James Isbister, ein Angehöriger der Métis und Angestellter der Hudson’s Bay Company, siedelte hier 1862. Er betrieb bei Isbister’s Settlement Landwirtschaft bis 1866. Viele Siedler schlossen sich ihm an. Die Gemeinde wurde 1866 von Pastor James Nisbet gegründet.
Namensgeber war Albert von Sachsen-Coburg und Gotha, Ehemann der britischen Königin Viktoria, der 1861 starb. 1885 wurde das Stadtrecht verliehen.
Während des Nordwestaufstands von 1885 hatten die Prince Albert Volunteers die schwersten Verluste in der Schlacht von Duck Lake zu beklagen. Die umliegenden Siedler suchten Zuflucht bei der North-West Mounted Police in einem eilig improvisierten Lager in Prince Albert, da sie einen Angriff von Gabriel Dumont befürchteten, der jedoch nicht stattfand. Nach der Schlacht von Batoche marschierte Generalmajor Frederick Middleton nach Prince Albert, um die Stadt zu entlasten. Prince Albert, das etwa 800 Einwohner zählte, wurde noch im selben Jahr unter seinem ersten Bürgermeister Thomas McKay zur Stadt erhoben. 1904 wurde die Siedlung zur City of Prince Albert ernannt. Die Regierung ist eine Art Stadtrat mit Bürgermeister. 

## Wirtschaft
Die Stadt liegt strategisch günstig am Ufer des North Saskatchewan River gelegen. Im südlichen Bereich befinden sich ausgedehnte Agrarflächen und im nördlichen Bereich große Flächen borealen Nadelwalds. Aufgrund der zentralen Lage der Stadt wird sie auch als das "Tor zum Norden" ("Gateway to the North") bezeichnet.
Durch die Lage im Norden dient die Stadt vor allem für die kleineren umliegenden Gemeinden als wichtiges Einkaufs- und Beschäftigungszentrum. Die heutigen wichtigen Wirtschaftsbereiche sind die Landwirtschaft, Holzverarbeitung, Tourismus,  Bergbau und Einzelhandel. In der Stadt sind ca. 140.000 Menschen beschäftigt. Die meisten arbeiten im Dienstleistungsbereich. Ein weiterer wichtiger Wirtschaftsbereich ist der Bergbau. In der Nähe der Stadt, im Fort de la Corne-Areal, befinden sich mehrere Minen, aus denen unter anderem Diamanten und Gold abgebaut werden sollen. Die Minen wurden von DeBeers und ShoreGold betrieben, die entsprechende Abbaugebiete gekauft hatten. Heutiger (2019) Eigentümer ist die Star Diamond Corporation, die bereits eine umweltrechtliche Genehmigung zum Betrieb der Minen erhalten hat. Im dritten Quartal 2018 dauerten die Explorationsarbeiten weiter an, so wurden etwa 5350 km magnetische Feldlinien und LiDAR-Daten gesammelt und mit Daten zu Gravitationsschwankungen kombiniert, um ein genaues Bild über Magnetfeld, Gravitation und Topografie des Gebiets zu erhalten. Widerstand gegen die Anlage von Minen in diesem Gebiet erhebt sich allerdings von Seiten der dort ansässigen First Nations.
Weitere wichtige Wirtschaftsbereiche sind die Gewinnung von Bio-Kraftstoffen sowie der Uran-Abbau.

## Verkehr

### Highways
Die wichtigsten Highways sind SK 2 (Saskatchewan Highway 2), SK 3, SK 11 und SK 302, die die Stadt mit dem Rest des Landes verbinden.

### Luftverbindungen
Die Stadt verfügt über einen regionalen Flughafen, Prince Albert (Glass Field) Airport, der die Stadt mit mehreren Städten in der Provinz verbindet.

### Busverbindungen
Prince Albert Transit betreibt mehrere Linien sowohl innerstädtisch, als auch außerstädtisch.

## Sehenswürdigkeiten
Zu den Sehenswürdigkeiten der Stadt gehören unter anderem drei National Historic Sites of Canada.
- Altes Rathaus, eines der wenigen erhalten gebliebenen Rathäuser aus dem 19. Jahrhundert in einer der Prärieprovinzen.[5][6]

- Diefenbaker House, ein Wohnhaus in dem John Diefenbaker von 1947 bis 1957 lebte.[7][8]

- Keyhole Castle, ein historisches Gebäude im Queen-Anne-Stil.[9][10]

## Persönlichkeiten
Berühmte Personen, die hier geboren wurden oder hier lebten:
- Mike Bales (* 1971), Eishockeyspieler
- Brad Bergen (* 1966), Eishockeyspieler
- Johnny Bower (1924–2017), Eishockeyspieler
- Adam Cracknell (* 1985), Eishockeyspieler
- Don Dickinson (* 1947), Schriftsteller
- John Diefenbaker (1895–1979), Premierminister Kanadas
- Robert Fleming (1921–1976), Komponist, Pianist, Organist, Chorleiter und Musikpädagoge
- Gerald Friesen (* 1943), Historiker
- Brittany Hudak (* 1993), Para-Biathletin und Skilangläuferin
- Honoré Jackson (1861–1952), Journalist und Sekretär von Louis Riel
- Harry Jerome (1940–1982), Sprinter der 1960er Jahre
- Dan Olsen (* 1961), Eishockeyspieler und -trainer
- Terry Ruskowski (* 1954), Eishockeyspieler, -trainer und -funktionär
- Braden Schneider (* 2001), Eishockeyspieler
- Jon Vickers (1926–2015), Opernsänger
- Rick Wilson (* 1950), Eishockeyspieler, -trainer und -funktionär
- Dylan Yeo (* 1986), Eishockeyspieler
- Michelle Zatlyn (* 1979), Mitgründerin, Präsidentin und Chief Operating Officer des Cybersicherheitsunternehmens Cloudflare